# Heather Mitchell
Heather Mitchell, född 1958, är en australisk skådespelare.
Mitchell har bland annat medverkat i TV-serierna Upright (2019-2022) och Love Me (2021-2023). Hon har även medverkat i filmen Biet Maya från 2014.

## Filmografi (i urval)
- 2014 – Biet Maya
- 2019–2022 – Upright (TV-serie)
- 2021–2023 – Love Me (TV-serie)
- 2024 – 200% varulv – En pudel i flocken 2